# San Pedro (Avilés)
San Pedro ist eine Ortschaft im Departamento Tarija im südamerikanischen Andenstaat Bolivien.

## Lage im Nahraum
San Pedro liegt in der Provinz José María Avilés und ist der zentrale Ort im Cantón San Pedro im Municipio Yunchará. Die Ortschaft liegt auf einer Höhe von 2538 m am rechten, östlichen Ufer des Río San Juan del Oro, der flussabwärts in den Río Pilcomayo fließt, schräg gegenüber der Ortschaft Villa Pacheco auf der anderen Flussseite.

## Geographie
San Pedro liegt im südlichen Teil der kargen Hochebene des bolivianischen Altiplano. Das Klima ist wegen der Binnenlage kühl und trocken und ein typisches Tageszeitenklima, bei dem die mittleren Temperaturschwankungen zwischen Tag und Nacht in der Regel deutlich größer sind als die jahreszeitlichen Schwankungen (siehe Klimadiagramm Tupiza).
Die Jahresdurchschnittstemperatur liegt bei 13 °C und schwankt nur unwesentlich zwischen 8 °C im Juni/Juli und 16 °C von Dezember bis Februar. Der Jahresniederschlag beträgt nur etwa 300 mm, mit einer stark ausgeprägten Trockenzeit von April bis Oktober mit Monatsniederschlägen unter 10 mm, und einer nur schwach ausgeprägten Feuchtezeit von Dezember bis Februar mit 60–80 mm Monatsniederschlag.

## Verkehrsnetz
San Pedro liegt in einer Entfernung von 162 Straßenkilometern südlich von Tarija, der Hauptstadt des gleichnamigen Departamentos.
Von Tarija aus führt die bis zum Titicacasee führende Nationalstraße Ruta 1 nach Nordwesten. Nach 50 Kilometern zweigt eine kleinere Landstraße nach Süden ab, die über Iscayachi und Yunchará nach Tojo führt. In Tojo zweigt eine Nebenstraße in nördlicher Richtung ab, überquert nach einem Kilometer den Río de la Quebrada Tres Lagunas und führt weitere zwölf Kilometer entlang der rechten Seite des Río San Juan del Oro. Bevor diese Straße die Brücke über den Río San Juan del Oro überquert, bleibt man weiter auf der rechten Flussseite und erreicht auf einer Nebenstraße in nordöstlicher Richtung flussabwärts nach zwölf Kilometern über Santa Cruz de Azloca die Ortschaft San Pedro.

## Bevölkerung
Die Einwohnerzahl der Ortschaft ist in dem Jahrzehnt zwischen den beiden letzten Volkszählungen geringfügig angestiegen:
| Jahr | Einwohner         | Quelle       |
| ---- | ----------------- | ------------ |
| 1992 | keine Detaildaten | Volkszählung |
| 2001 | 145               | Volkszählung |
| 2012 | 154               | Volkszählung |
| 2024 |                   | Volkszählung |